# Josep Coll i Vehí

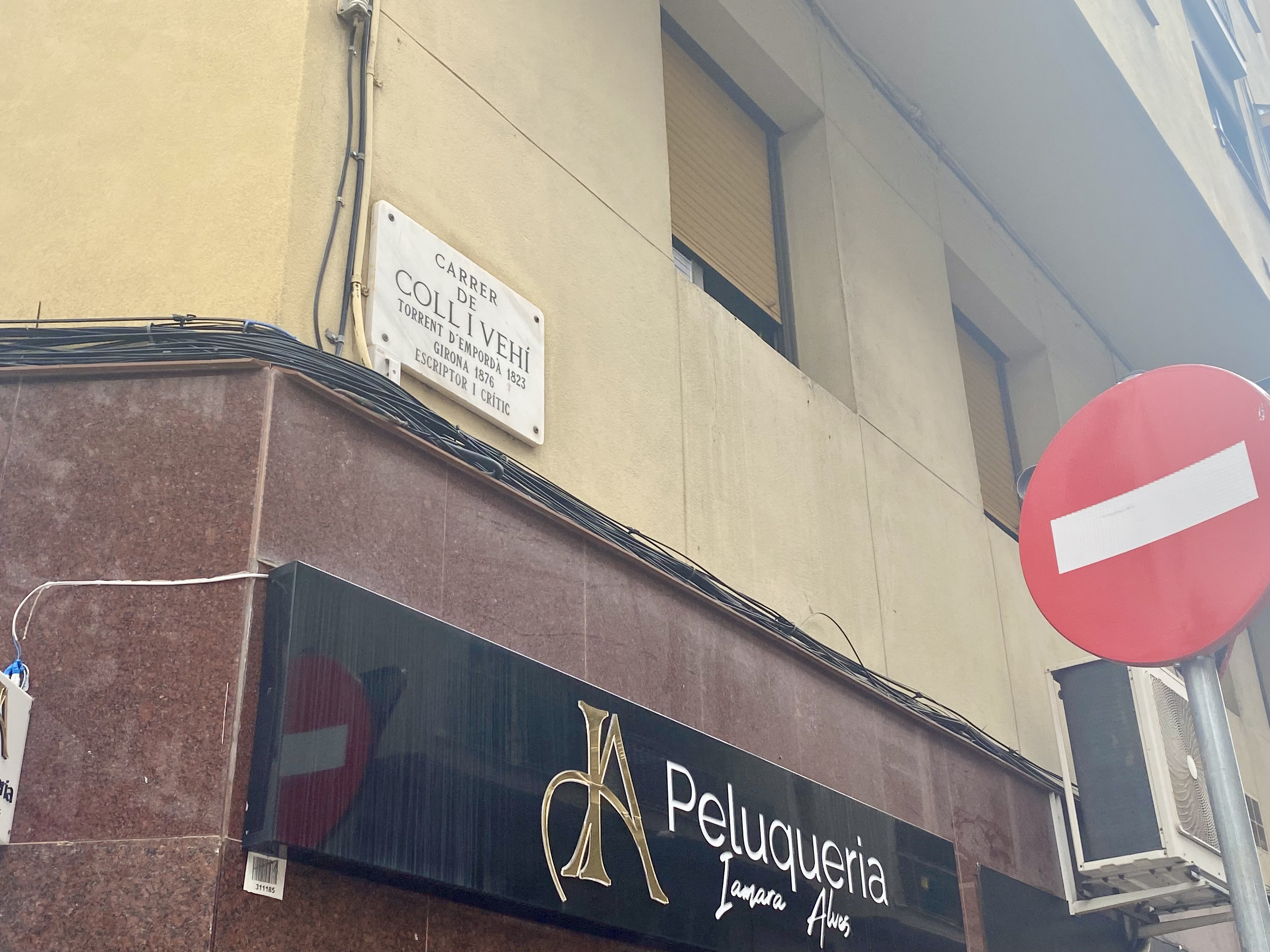
Carrer de Coll i Vehí, a Barcelona.

Josep Coll i Vehí (Barcelona, 1823 - Girona, 29 de desembre de 1876) fou un escriptor català. Es llicencià el 1846 en lletres i dret a la Universitat de Barcelona. El 1849 fou catedràtic de retòrica i poètica a l'institut de Madrid i el 1861 al de Barcelona (1861). Nomenat director el juliol de 1868, va ser destituït a l'octubre en triomfar la Revolució. Probablement pel caire conservador de la seva ideologia i la seva oposició a la llibertat de càtedra. Amb la Restauració borbònica fou restablert en el càrrec el 1875, 
Provinent d'una casa pairal de Torrent d'Empordà les biografies del seu temps afirmaven que provenia d'aquí, però ell mateix diu en un poema que Barcelona és «ma aimada ciutat natal» s'ha trobat la seva partida de naixement a l'arxiu de la Universitat de Barcelona.
Va col·laborar a revistes com El Genio i El Ángel Exterminador amb el pseudònim Garibay, però el 1854 es va centrar en les que feia al Diari de Barcelona. Allí va col·laborar amb els seus amics Joan Mañé i Flaquer, Manuel Duran i Bas i Estanislau Reynals i Rabassa, considerats tots ells portaveus del conservadorisme català. El 1862 fou membre de l'Acadèmia de Bones Lletres de Barcelona. Publicà estudis literaris i poesies.
Era fill de Tomàs Coll i Estruch natural de Barcelona i de Margarida Vehí i Cadanet natural de Palamós. Es va casar el 12 d'agost de 1869 a la Bisbal amb Concepció Clapés i de Grassot natural de La Bisbal.

## Obres
- Elementos de literatura (1856)
- Compendio de retórica y poética (1862)
- Diálogos literarios (1866)
- Modelos de poesía castellana (1871)
- Los refranes del Quijote (1874)
- La sátira provenzal (1861)
- Les fires de Sant Tomàs (1875).
- El Anacreonte Hispano-Revolucionario (1872)